# جان باول فوندربورغ
جان باول فوندربورغ (Jean-Paul Vonderburg) (31 يوليو 1964 في السويد – )؛ هو لاعب كرة قدم سابق كان يلعب كمدافع. يلعب مع منتخب السويد لكرة القدم منذ عام 1990.

## مسيرته الكروية
لعب جان باول فوندربورغ خلال مسيرته الاحترافية مع 4 أندية في أربعة عشر موسمًا وسجل خلالها 10 أهداف ضمن 170 مباراة. حيث فاز في موسم واحد بالكأس ولم يفز بأي دوري.
خاض جان باول فوندربورغ مسيرته مع نادي هاماربي لكرة القدم في موسم 1984 في المرة الأولى ليلعب معه خمسة مواسم ثم في عامي 1995-1997 ولمدة موسمين، مشاركًا طوالها في 76 مباراة سجل خلالها 5 أهداف. ثم انتقل إلى نادي مالمو في موسم 1989 ليلعب معه أربعة مواسم، حيث شارك في 64 مباراة سجل خلالها 3 أهداف. لينتقل بعدها إلى نادي آرهوس جمناستيك فورينينغ في موسم 1992–93 لمدة موسم واحد، مشاركًا في 5 مباريات سجل خلالها هدفًا واحدًا. ثم انتقل إلى نادي سانفريس هيروشيما في عامي 1993-1995 ولمدة موسمين، مشاركًا في 25 مباراة سجل خلالها هدفًا واحدًا أيضًا.

## وصلات خارجية
- جان باول فوندربورغ على موقع رابطة كرة القدم اليابانية للمحترفين (اليابانية)
- جان باول فوندربورغ على موقع قاعدة بيانات كرة القدم.إي يو (الإنجليزية)
- جان باول فوندربورغ على موقع ناشيونال فوتبول تيمز (الإنجليزية)
- جان باول فوندربورغ على موقع عالم كرة القدم.نت (الإنجليزية)

- National Football Teams